# Ngargomulyo (Dukun)
Ngargomulyo is een bestuurslaag in het regentschap Magelang van de provincie Midden-Java, Indonesië. Ngargomulyo telt 2324 inwoners (volkstelling 2010).